# Mlačište
Mlаčište (cirill betűkkel Млачиште) egy falu Szerbiában, a Jablanicai körzetben, Crna Trava községben.

## Népesség
- 1948-ban 474 lakosa volt.
- 1953-ban 486 lakosa volt.
- 1961-ben 377 lakosa volt.
- 1971-ben 234 lakosa volt.
- 1981-ben 118 lakosa volt.
- 1991-ben 57 lakosa volt
- 2002-ben 29 lakosa volt,[1] akik mindannyian szerbek.[2]